# Călugăreni (okręg Gorj)
Călugăreni – wieś w Rumunii, w okręgu Gorj, w gminie Padeș. W 2011 roku liczyła 696 mieszkańców.